# 清洋街道
清洋街道，是中华人民共和国山東省烟台市福山区下辖的一个乡镇级行政单位。，地处福山区东北部，东隔大沽夹河（外夹河）与芝罘区为邻

## 行政区划
清洋街道下辖以下地区：
南关社区、曾家庄社区、东北关社区、西北关社区、宋家疃社区、栾家疃社区、城里社区、史家庄社区、三里店社区、大沙埠社区、山后社区、东关社区、芝阳社区、前埠社区、河滨社区、银河社区、奇泉社区、西山社区、县府街社区和星河城社区。